# Општина Накло
Општина Накло (словен. Naklo) је једна од општина Горењске регије у држави Словенији. Седиште општине је истоимени градић Накло.

## Природне одлике
Рељеф
Општина Накло налази се на северу Словеније, у долини реке Саве, док се на северу општине уздижу прва брда Камнишких Алпа.
Клима
На подручју Општине Накло влада умерено континентална клима.
Воде
Главни водоток је река Сава у коју се уливају остали водотоци у општини као њене притоке. Од многобројних притока најважнија је Тржичка Бистрица.

## Становништво
Општина Накло је густо насељена.

## Насеља општине
| - Бистрица - Гобовце - Жеје - Задрага - Згорње Дупље | - Мало Накло - Накло - Окрогло - Подбрезје - Полица | - Сподње Дупље - Страхињ - Цегелница |  |